# Pingshan (Benxi)
Pingshan (en chino:平山区, pinyin:Píngshān qū, lit:montaña Ping ‹paz›) es un distrito urbano bajo la administración directa de la ciudad-prefectura de Benxi. Se ubica en la provincia de Liaoning , noreste de la República Popular China . Su área es de 177 km² y su población total para 2010 fue +300 mil habitantes.

## Administración
El distrito de Pingshan se divide en 9 pueblos que se administran en 8 subdistritos y 1 poblado.